# Euphyto caesia
Euphyto caesia är en tvåvingeart som beskrevs av Henry J. Reinhard 1963. Euphyto caesia ingår i släktet Euphyto och familjen köttflugor.
Artens utbredningsområde är Arizona. Inga underarter finns listade i Catalogue of Life.